# Tor der Morgenröte

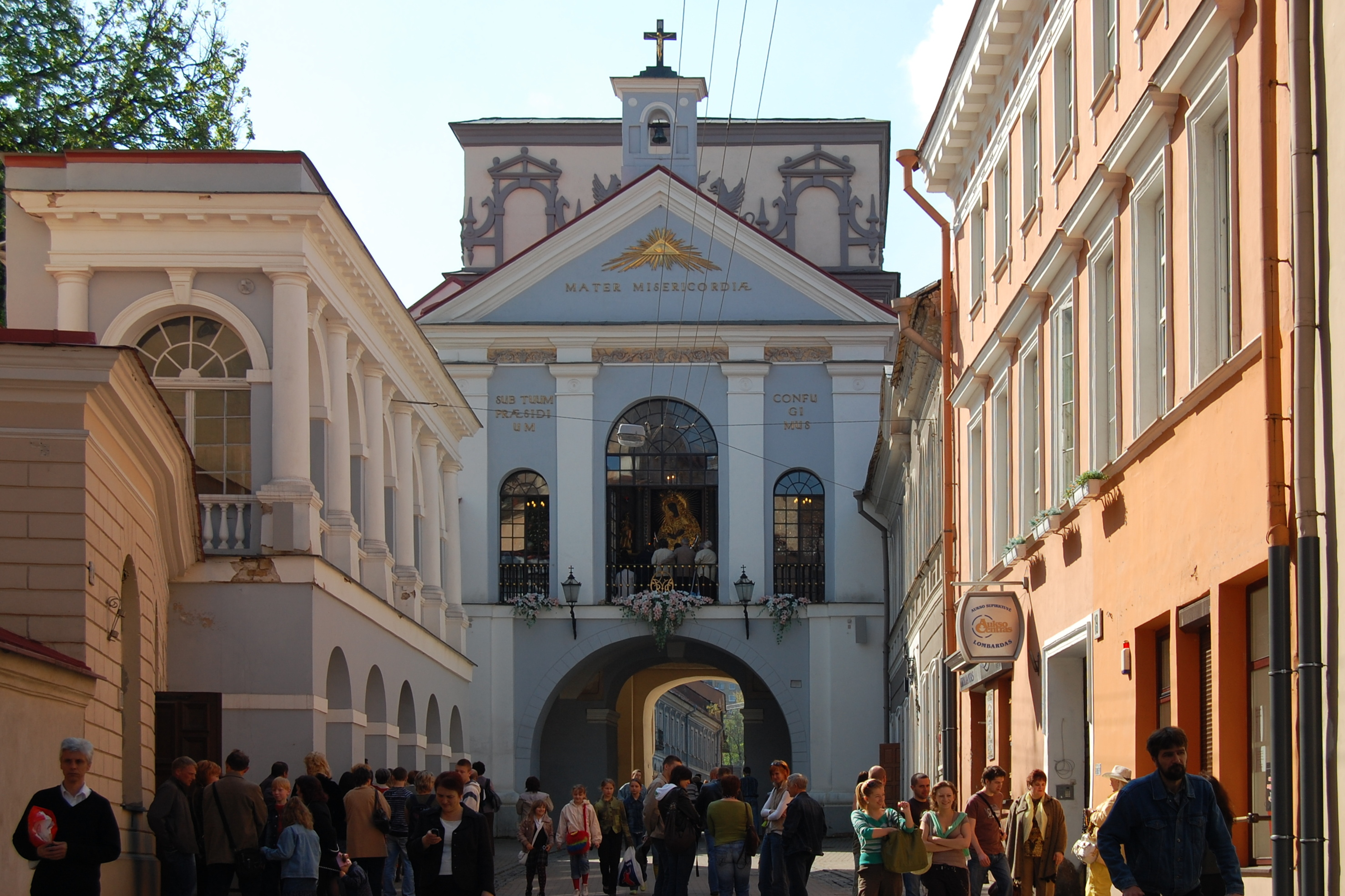
Tor der Morgenröte in Vilnius

Das Tor der Morgenröte (auch Spitzes Tor; litauisch Aušros Vartai, auch Aštria broma; polnisch Ostra Brama; belarussisch Вострая Брама) ist eines der wichtigsten Kultur- und Architekturdenkmäler der Stadt Vilnius. Es ist gleichzeitig ein bedeutender Wallfahrtsort für katholische, orthodoxe und unierte (d. h. griechisch-katholische) Christen.

## Beschreibung

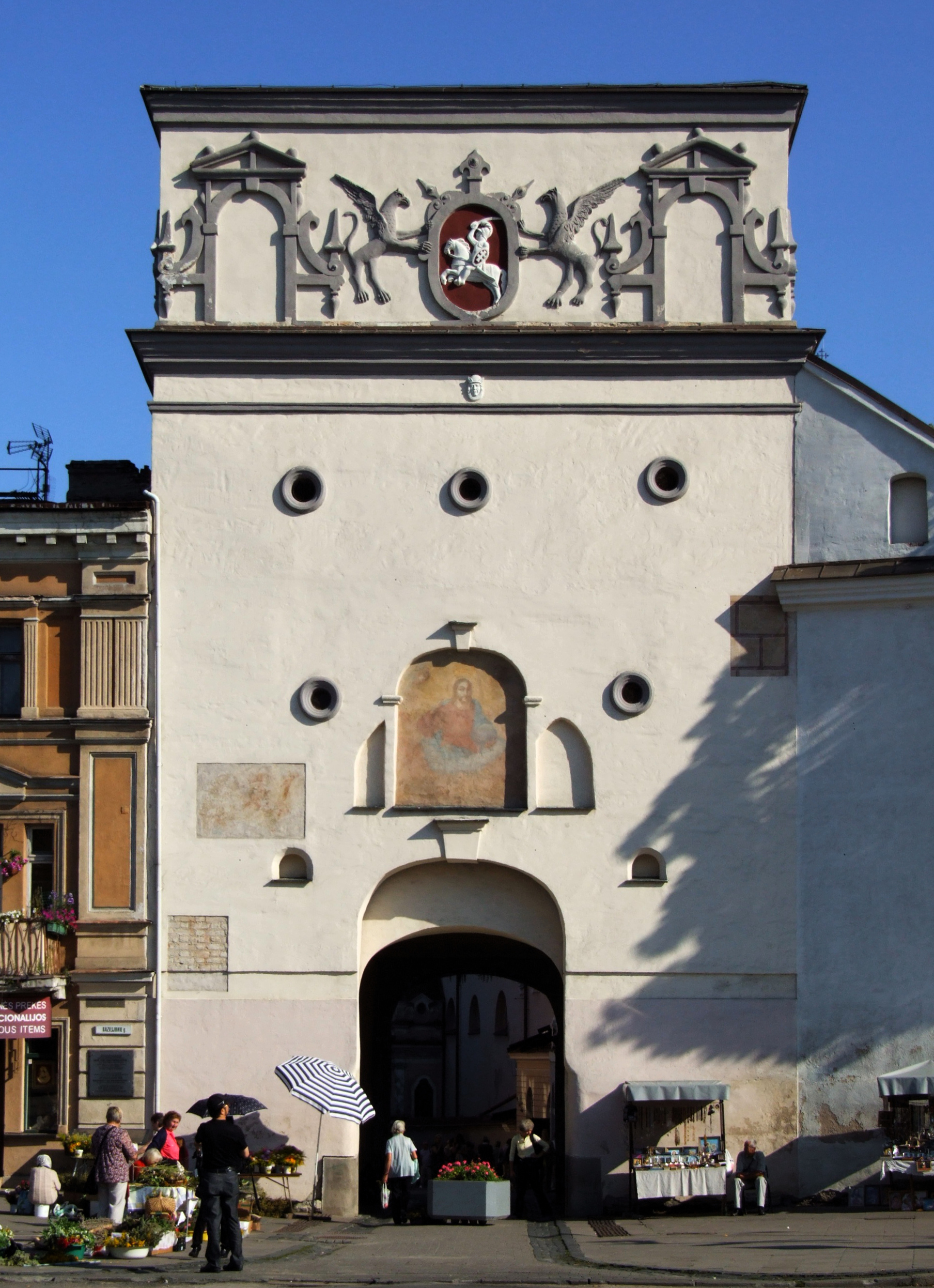
Außenseite des Tores

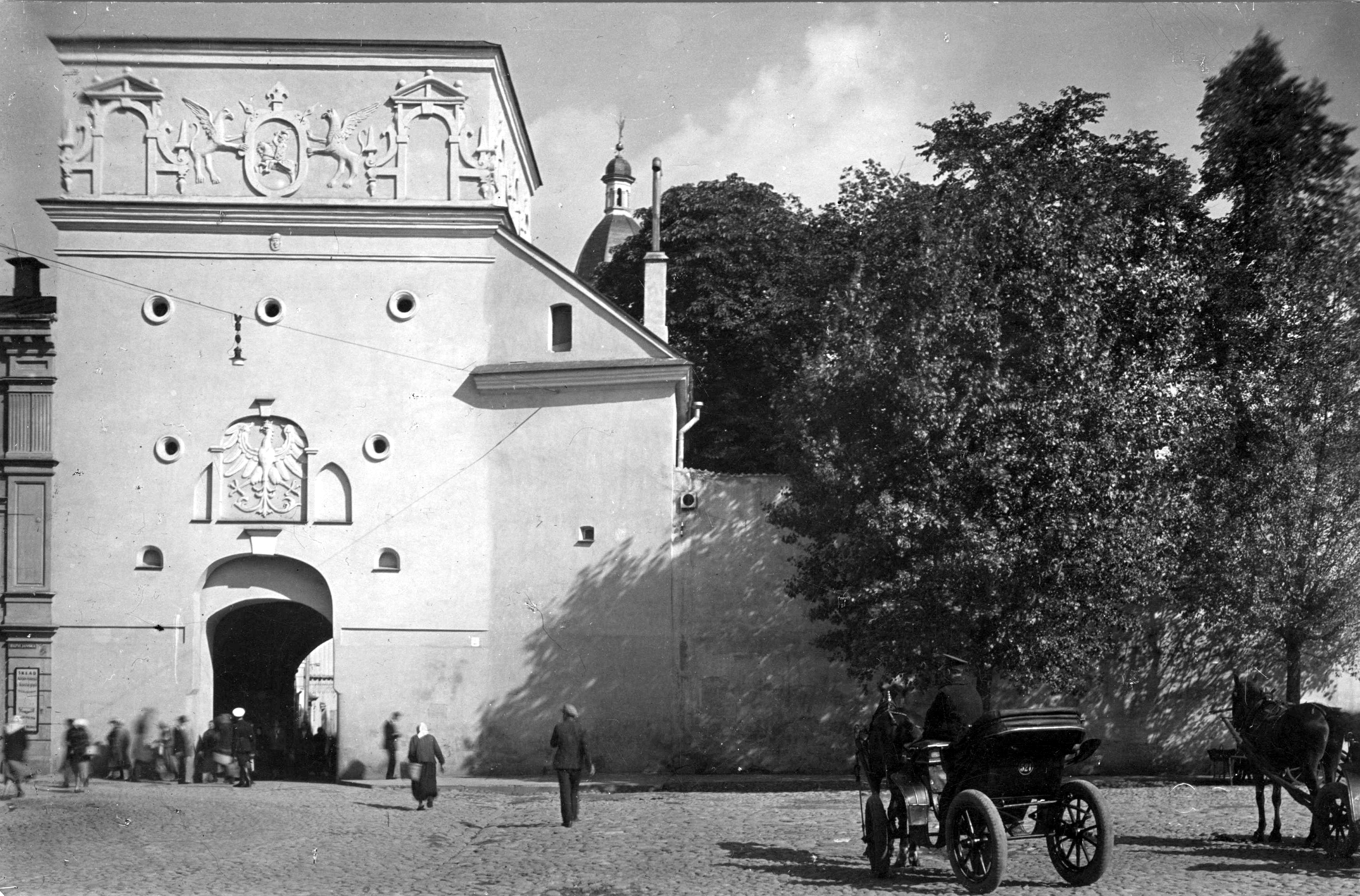
Tor der Morgenröte 1939 mit polnischem Wappen

Das Tor der Morgenröte ist Teil der historischen Stadtmauer von Vilnius.
Von der dem Stadtinnern zugewandten Seite aus führt eine Treppe zu einer Galerie im oberen Bereich des Tores hinauf, wo sich eine Torkapelle mit der als wundertätig verehrten Ikone, eine Schwarze Madonna, der Barmherzigen Muttergottes (lateinisch Mater misericordiae, polnisch Matka Boża Miłosierdzia, belarussisch Маці Міласэрнасьці), befindet. Sie wird auch als „Muttergottes im Tor der Morgenröte“ (litauisch Aušros Vartų Dievo Motina) bzw. „Muttergottes im Spitzen Tor“ (polnisch Matka Boska Ostrobramska, belarussisch Маці Божая Вастрабрамская) bezeichnet und als Schutzheilige der Litauer und Belarussen, aber auch von polnischen Pilgern tief verehrt.
Die Außenseite des Tores wurde im oberen Bereich mit einem Relief versehen, welches das Wappen des Großfürstentums Litauen, die sogenannte Vytis (belarussisch Пагоня; Pahonja) zeigt. Dabei handelt es sich um eine weiße Reiterfigur auf dunklem (rotem) Grund, die ein Schild trägt, auf dem ein Kreuz mit zwei Querbalken abgebildet ist. Aus diesem Wappen leiten sich auch die Staatswappen der Republik Litauen und der Republik Belarus (bis 1995) ab. Bis zum Ausbruch des Zweiten Weltkrieges befand sich darunter auch das Wappen des Königreiches Polen.

## Name
Über die Herkunft des Namens gehen die Meinungen auseinander. Sicher ist, dass das Tor von jeher als „Spitzes Tor“ bekannt war. Doch auch zur Etymologie dieses Namens existieren verschiedene Versionen. Während manche behaupten, er beziehe sich auf die spitzen gotischen Turmaufsätze, die es hier einmal gab, glauben andere, der Name sei eine Anspielung auf ein Viertel in Wilna (das sogenannte Spitze Ende, polnisch Ostry Koniec). Es ist aber auch möglich, dass der Name von der kleinen Gasse herrührt, die sich auf der Stadtinnenseite zum Tor hin stark verjüngt.
Der Name „Tor der Morgenröte“ kam erst zu Beginn des 20. Jahrhunderts in litauischen Zeitungen auf, hat jedoch ganz offensichtlich keinen Bezug zur Himmelsrichtung, da das Tor nicht nach Osten zeigt.
Ein weiterer Name ist „Miedniker Tor“ (polnisch Brama Miednicka, belarussisch Медніцкая Брама), da die Straße vom Tor aus zu dem 30 Kilometer von Wilna entfernten Ort Miednik (litauisch Medininkai) führte.

## Geschichte
Zu Beginn des 16. Jahrhunderts wurde Vilnius auf gemeinsamen Beschluss des Bischofs von Wilna und des Stadtrats mit einer Stadtmauer befestigt. Bereits im Oktober 1503 konnte der Bischof die Mauer, die die gesamte Stadt umfasste, festlich einweihen.
Das Spitze Tor selbst wurde von 1503 bis 1522 im gotischen Stil erbaut, zusammen mit fünf weiteren Stadttoren (insgesamt erhielt die Stadt neun Tore). Einige Jahre nach der Fertigstellung des eigentlichen Tores kamen über dem Torbogen eine Fassade mit fünf Schießscharten und ein Toraufbau im Renaissance-Stil hinzu, der heute von der „Vytis“, dem Wappen des Großfürstentums Litauen, geziert wird.
In den Jahren von 1621 bis 1626 entstand unmittelbar neben dem Tor, auf der Stadtseite, ein Karmelitenkloster. Im Jahre 1652 kam die Ikone der Barmherzigen Muttergottes nach Vilnius und wurde im Spitzen Tor untergebracht. Eine eigene Kapelle stand zu dieser Zeit noch nicht zur Verfügung, es gab lediglich Fensterläden, die die Ikone gegen Regen schützten. Im Jahre 1671 jedoch schufen die Karmeliten über dem Torbogen eine hölzerne Kapelle für das Bildnis. Bei einem Brand im Jahre 1706 blieb die Kapelle unversehrt. Doch schon 1715 zerstörte ein weiterer Brand fast die gesamte Stadt, einschließlich der hölzernen Kapelle. Deshalb wurde 1722 eine neue, steinerne Kapelle errichtet. Sie wurde seither mehrmals umgebaut und restauriert, zuletzt vor dem Besuch Papst Johannes Pauls II. im Jahre 1993. Seit dem Umbau in den 1830er Jahren ist die Kapelle im Tor der Morgenröte eine geschlossene Galerie mit Zugang zur Kirche der hl. Teresa.

## Ikone der barmherzigen Muttergottes

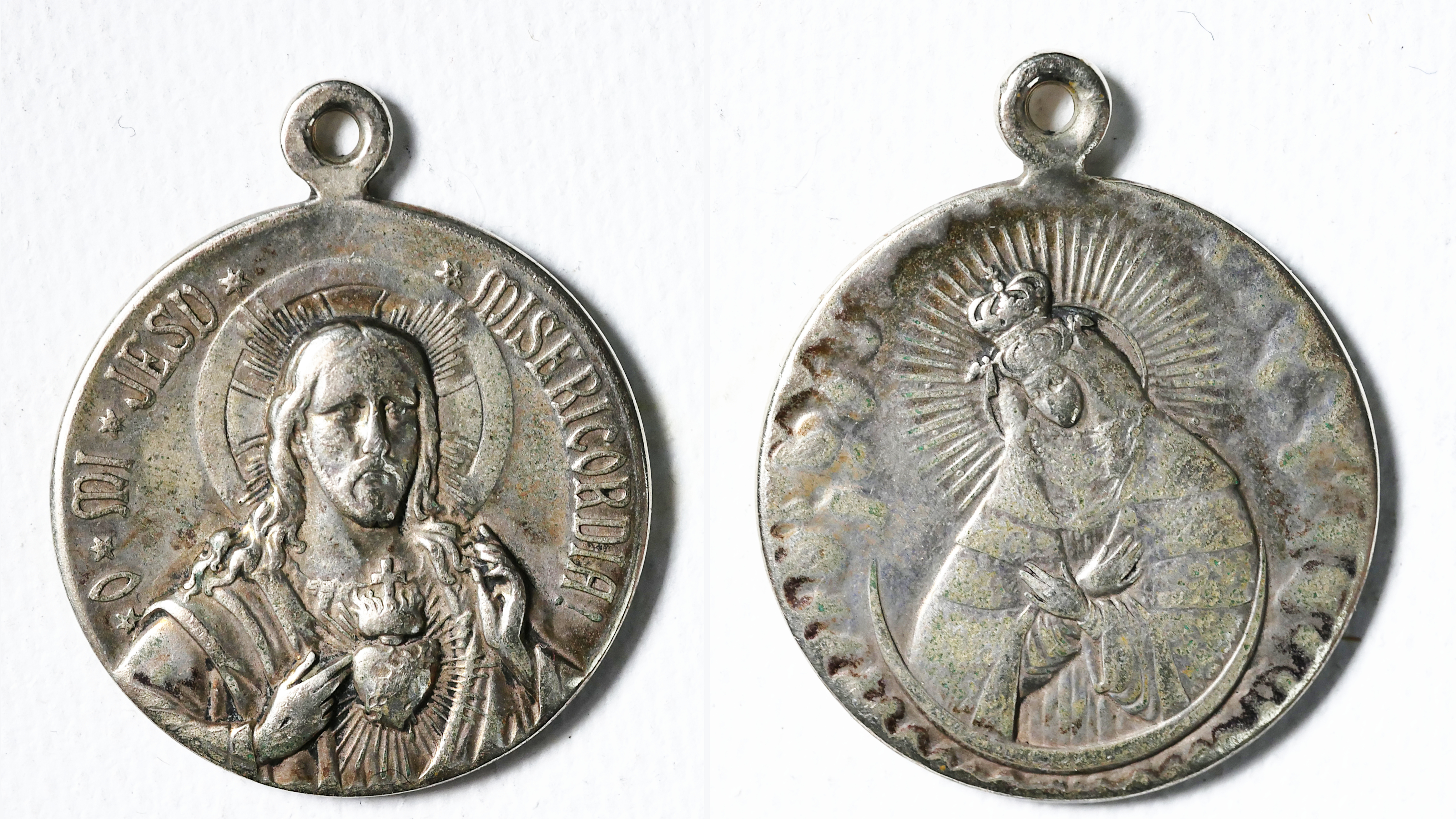
Wallfahrtmedaille des Gnadenbilds

Die Ikone der barmherzigen Muttergottes zählt in Litauen, Belarus und Polen zu den bedeutendsten Heiligtümern und gilt als wundertätig.

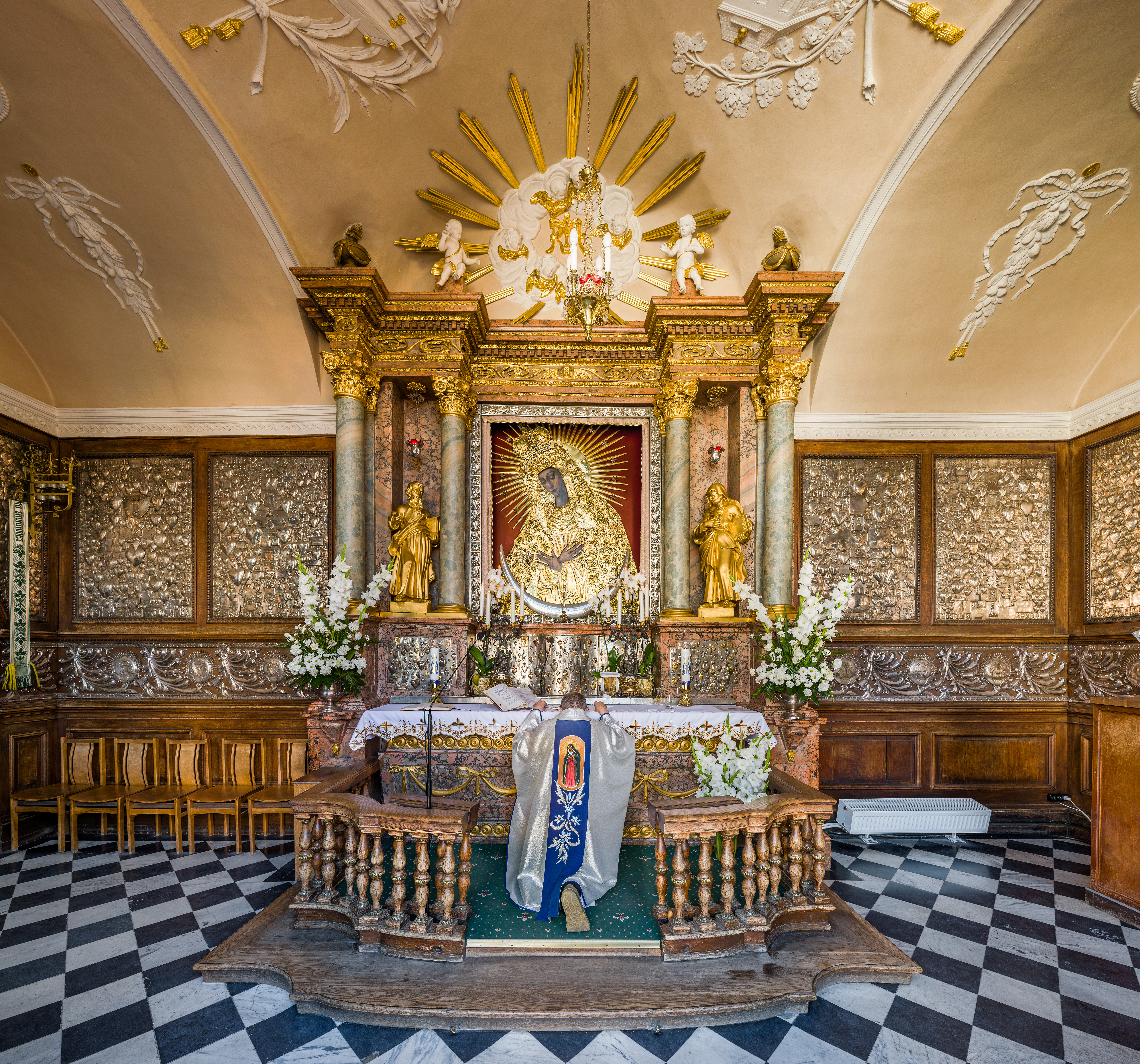
Ikone der barmherzigen Muttergottes

Der Schöpfer der Ikone ist nicht bekannt. Sie wird manchmal dem Krakauer Meister Lukasz zugeschrieben, der 1624 eine ähnliche für die Krakauer Fronleichnamskirche malte. Es gibt jedoch auch andere Versionen zur Herkunft der Ikone, so zum Beispiel die, dass der Großfürst Algirdas (polnisch Olgierd) sie von der Krim mitgebracht habe. Eine wissenschaftliche Untersuchung aus dem Jahre 1927 ergab, dass die Ikone aus der zweiten Hälfte des 16. Jahrhunderts stammt und vermutlich von einem italienischen Meister geschaffen wurde. Die Ikone (165 × 200 cm), die auf 2 cm dicken Eichenholzplatten gemalt wurde, erhielt 1671 ein goldenes Gewand, so dass nur noch das Gesicht der Muttergottes und ihre Hände zu sehen sind. Die silberne Mondsichel ist eine Votivgabe aus dem Jahre 1849. Auf dem Kopf trägt die Muttergottes zwei vergoldete Kronen aus Silber, wobei die eine auf der anderen aufsitzt. Eine der Kronen ist im Barockstil gestaltet, die andere im Rokokostil. Die Krönung der Ikone erfolgte 1927 nach einem Dekret von Papst Pius XI. in Anwesenheit hochgestellter Vertreter des Klerus und des polnischen Präsidenten Józef Piłsudski. Seit 1928 befindet sich die Ikone in einem eigens für sie angefertigten Schutzbehältnis. Am 4. September 1993 betete hier Papst Johannes Paul II, am 22. September 2018 Papst Franziskus.

## Das Tor der Morgenröte in der Literatur
Das Spitze Tor, vor allem das Marienbild, wurden immer wieder von polnischen, litauischen und belarussischen Dichtern und Schriftstellern in ihren Texten besungen und beschrieben.
- Adam Mickiewicz: Pan Tadeusz[1]
- Maksim Bahdanowitsch: „Pahonja“ (belarussisch: Пагоня)